# 18. julij
18. julij je 199. dan leta (200. v prestopnih letih) v gregorijanskem koledarju. Ostaja še 166 dni.

## Dogodki
- 64 – medtem, ko po Rimu pustoši požar, naj bi po nekaterih virih cesar Neron igral na liro in pel
- 1830 – Urugvaj dobi prvo ustavo
- 1870 – razglašena dogma o papeževi nezmotljivosti
- 1873 – Oskar II. v Trondheimu okronan za kralja Norveške
- 1898 – Pierre in Marie Curie objavita odkritje polonija
- 1918 – začetek ameriško-francoske ofenzive na Aisne-Marne
- 1925 – Adolf Hitler objavi Moj boj (Mein Kampf)
- 1936 – začne se španska državljanska vojna
- 1942:
  - Nemci preizkusijo letalo Messerschmitt Me 262
  - ZDA napovejo vojno Bolgariji, Madžarski in Romuniji
- 1944:
  - japonski predsednik vlade Hideki Tojo odstopi s položaja
  - ameriška vojska zavzame Saint-Lô
- 1947 – Harry S. Truman določi, da predsednika za podpredsednikom nasledita tiskovni predstavnik in predsednik senata
- 1956 – Tito, Naser in Nehru podpišejo Brionsko deklaracijo
- 1968 – na Havajih se sestaneta ameriška in južnovietnamska delegacija
- 1969:
  - po zabavi na otoku Chappaquiddick zdrsne vozilo senatorja Edwarda Kennedyja z mosta, njegova sopotnica Mary Jo Kopechne se utopi, senator pa še nadaljnjih 10 ur ne prijavi tega dogodka
  - Apollo 11 začne priprave za pristaneki na Luni
- 1976 – romunska telovadka Nadia Comaneci za svoj nastop prvič dobi oceno 10
- 1984 – James Oliver Huberty v kalifornijskem San Ysidru z rafalom v restavracijo McDonald's ubije 21 ljudi
- 1988 – pred vojaškim sodiščem v Ljubljani se začne proces proti četverici
- 1991 – Predsedstvo Jugoslavije sprejme sklep o umiku JLA iz Slovenije
- 1994 – eksplozija v Buenos Airesu uniči zgradbo z več judovskimi organizacijami in ubije 96 ljudi

- 1995:
  - v arheološkem najdišču Divje babe v dolini Idrijce najdena trenutno najstarejša neandertalska piščal
  - ognjeniški izbruh na karibskem otoku Montserrat prisili večino prebivalcev k izselitvi
- 1996 – na reki Saguenay pride do enih najhujših poplav v Kanadi
- 2001 – iztirjenje vlaka v Baltimoru povzroči večdnevni požar

## Rojstva
- 1013 – Hermann von Reichenau, nemški učenjak, skladatelj, glasbeni teoretik, pesnik († 1054)
- 1294 – Karel IV., francoski kralj († 1328)
- 1552 – Rudolf II. Habsburški, cesar Svetega rimskega cesarstva († 1612)
- 1635 – Robert Hooke, angleški fizik, zdravnik († 1703)
- 1670 – Giovanni Battista Bononcini, italijanski skladatelj († 1747)
- 1768 – Jean-Robert Argand, francoski ljubiteljski matematik († 1822)
- 1769 – Nobuhiro Sato, japonski znanstvenik († 1850)
- 1811 – William Makepeace Thackeray, angleški pisatelj († 1863)
- 1821 – Pauline Garcia-Viardot, francoska mezzosporanistka, skladateljica († 1910)
- 1853 – Hendrik Antoon Lorentz, nizozemski fizik, nobelovec 1902 († 1928)
- 1870 – Josip Pavčič, slovenski skladatelj, pianist († 1949)
- 1879 – Damir Feigel, slovenski pisatelj († 1959)
- 1883 – Lev Borisovič Kamenjev, ruski boljševik, politik († 1936)
- 1887 – Vidkun Quisling, norveški predsednik vlade, izdajalec († 1945)
- 1890 – Francis Michael Forde, avstralski predsednik vlade († 1983)
- 1906 – Clifford Odets, ameriški dramatik, aktivist († 1963)
- 1909:
  - Sardar Mohammed Daoud Khan, afganistanski predsednik († 1978)
  - Andrej Andrejevič Gromiko, sovjetski politik († 1989)
- 1918 – Nelson Mandela, južnoafriški politik in državnik, borec proti apartheidu, nobelovec 1993 († 2013)
- 1921 – John Glenn, ameriški astronavt, politik († 2016)
- 1922 – Thomas Samuel Kuhn, ameriški filozof († 1996)
- 1926 – Margaret Laurence, kanadska pisateljica († 1987)
- 1933 – Jevgenij Aleksandrovič Jevtušenko, ruski pesnik († 2017)
- 1937 – Roald Hoffmann, ameriški kemik poljskega rodu, nobelovec 1981
- 1938 – Ian Stewart, škotski glasbenik († 1985)
- 1942 – Giacinto Facchetti, italijanski nogometaš († 2006)
- 1947 – Steve Forbes, ameriški medijski mogotec
- 1960 – Borut Sajovic, slovenski politik
- 1963 – Martín Torrijos Espino, panamski predsednik
- 1968 – Nani Poljanec, slovenski imitator in zbiratelj
- 1980 – Kristen Bell, ameriška filmska in televizijska igralka
- 1985 – Chace Crawford, ameriški filmski in televizijski igralec
- 1994 – Laura Rizzotto, brazilsko-latvijska pevka

## Smrti
- 640 – Arnulf iz Metza, frankovski škof, svetnik (* 582)
- 1100 – Godfrej Bouillonski, jeruzalemski kralj (* 1060)
- 1194 – Gvido Lusignanski, jeruzalemski in ciprski kralj (* 1150)
- 1270 – Bonifacij Savojski, canterburyjski nadškof (* 1217)
- 1300 – Gerard Segarelli, italijanski krivoverec, ustanovitelj Apostolskega bratstva (* 1240)
- 1318 – Rašid al-Din Hamadani, perzijski (ilkanatski) državnik, zdravnik, zgodovinar († 1318)
- 1328 – Engelbert II., grof Marke, Nemčija
- 1363 – Konstanca Aragonska, sicilska kraljica (* 1343)
- 1365 – Lorenzo Celsi, 58. beneški dož
- 1374 – Francesco Petrarca, italijanski pesnik (* 1304)
- 1488 – Alvise Cadamosto, beneški pomorščak (* 1432)
- 1591 – Jakob Petelin - Gallus, slovenski skladatelj (* 1550)
- 1610 – Caravaggio, italijanski slikar (* 1573)
- 1650 – Christoph Scheiner, nemški jezuit, matematik, optik, astronom (* 1575)
- 1721 – Jean-Antoine Watteau, francoski slikar (* 1684)
- 1760 – Israel ben Eliezer, imenovan tudi Ba'al Shem Tov, začetnik hasidijske ločine Judov (* 1698)
- 1781 – Francisco Tomás Garcés, španski misijonar, raziskovalec (* 1738)
- 1817 – Jane Austen, angleška pisateljica (* 1775)
- 1872 – Benito Juárez, mehiški državnik (* 1806)
- 1886 – José Joaquim Cesário Verde, portugalski pesnik (* 1855)
- 1890 – Christian Heinrich Friedrich Peters, nemško-ameriški astronom (* 1813)
- 1895 – Stefan Nikolov Stambolov, bolgarski državnik (* 1854)
- 1913 – Karel Glaser, slovenski književni zgodovinar, indolog (* 1845)
- 1924 – Àngel Guimerà, katalonski dramatik, pesnik, govornik (* 1847)
- 1931 – Oskar Minkowski, nemški patolog, fiziolog (* 1858)
- 1936 – Antonia Mercé y Luque - La Argentina, argentinska plesalka (* 1890)
- 1949 – Vítězslav Novák, češki skladatelj (* 1870)
- 1968 – Corneille Heymans, flamski fiziolog, farmakolog, nobelovec 1938 (* 1892)
- 1982 – Roman Osipovič Jakobson, ruski lingvist (* 1896)
- 1988 – Miklos Szentkuthy, madžarski pisatelj (* 1908)
- 1990 – Jun Boseon, južnokorejski predsednik (* 1897)
- 1997 – Eugene Merle Shoemaker, ameriški astronom, geolog (* 1928)
- 2001 – Fabio Taglioni, italijanski avtomobilski inženir (* 1920)

## Prazniki in obredi
- Urugvaj – dan ustave